# Tucuruvi
Tucuruvi es un distrito ubicado en la zona nordeste de la ciudad de Sao Paulo, Brasil. Administrativamente pertenece a la subprefectura de Santana. 
El distrito es atendido por la Línea 1-Azul del Metro de São Paulo, con las estaciones Parada Inglesa y Tucuruvi. En el distrito se destaca el exclusivo barrio de Jardim França.

## Distritos limítrofes
- Tremembé (norte)
- Vila Medeiros y Jaçanã (sureste)
- Vila Guilherme (sur)
- Santana y Mandaqui (oeste)